# Justin Holborow
Justin Holborow (17 de septiembre de 1996) es un actor australiano, conocido por haber interpretado a Harley Canning en la serie Neighbours. 

## Biografía
Justin nació en Sídney, Australia, pero cuando tenía nueve años se mudó con su familia a Tailandia y asistió al Harrow International School, en el 2010 y con trece años Justin junto a su familia regresaron a Sídney.

## Carrera
En el 2012 apareció como invitado en la serie Conspiracy 365 donde interpretó a Griff.
El 3 de septiembre de 2012 se unió al elenco recurrente de la popular serie australiana Neighbours donde interpretó al problemático Harley Canning, el primo de Kyle Canning y hermano de Dane, su última aparición fue el 3 de diciembre de 2012 luego de que su abuela Sheila se lo llevara de nuevo a Frankston después de que Harley ocasionara varios problemas.
En el 2013 se unió al elenco de la serie Reef Doctors donde interpretó a Jack Walsh, el hijo adolescente de la doctora Sam Stewart (Lisa McCune) y del profesor Andrew Walsh (Matt Day), hasta el final de la serie luego de que esta fuera cancelada al finalizar la primera temporada.

## Filmografía

### Series de televisión
| Año  | Serie          | Personaje      | Notas                   |
| ---- | -------------- | -------------- | ----------------------- |
| 2016 | Deep Water     | Adamski        | 2 episodios - miniserie |
| 2013 | Reef Doctors   | Jack Walsh     | 13 episodios            |
| 2012 | Neighbours     | Harley Canning | 30 episodios            |
| 2012 | Conspiracy 365 | Griff          | 2 episodios             |